# Drymusa tobyi
Drymusa tobyi is een spinnensoort uit de familie Drymusidae. De soort komt voor in Brazilië.